# Annie Holmström

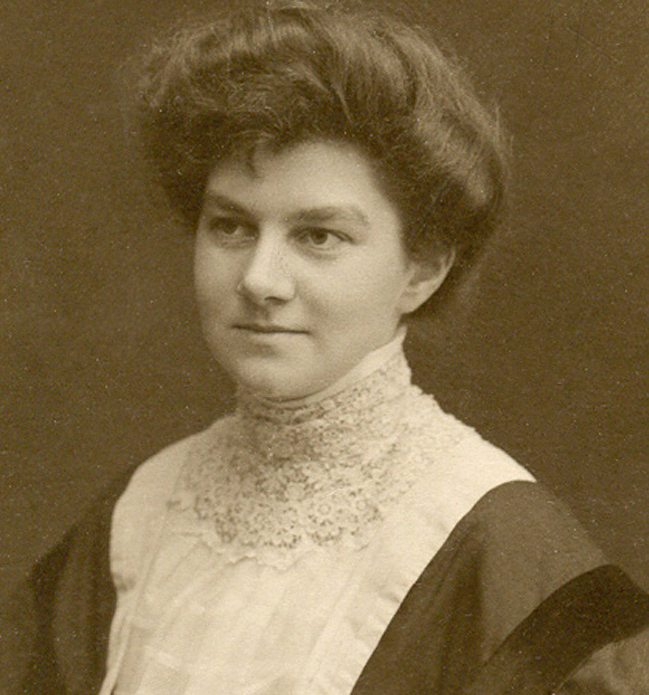
Holmström in den 1910-Jahren

Anna Sofia „Annie“ Holmström (* 22. Februar 1880 in Jönköping; † 26. Oktober 1953 ebenda) war eine schwedische Tennisspielerin.

## Biografie
Holmström spielte in Schweden für den Kungliga Lawntennisklubben. Sie nahm 1912 am Tenniswettbewerb der Olympischen Sommerspiele in Stockholm teil. Bei drei der vier Wettbewerbe ging sie an den Start. Im Rasen-Mixed konnten sie ihr Match zum Auftakt gegen das norwegische Duo Molla Mallory und Conrad Langaard gewinnen, verloren dann jedoch gegen die Schweden Sigrid Fick und Gunnar Setterwall. Wegen der vielen Rückzüge wurden ihnen der vierte Platz zuerkannt. Bei den beiden Einzelkonkurrenzen verlor Holmström jeweils ihr erstes Match.
1911 und 1913 erreichte sie das Finale der schwedischen Hallenmeisterschaften.
Ihre Schwester Ellen Brusewitz spielte genau wie sie 1912 bei Olympia Tennis.